# روابط افغانستان و اسپانیا
روابط افغانستان و اسپانیا روابط دوجانبه و دیپلماتیک بین این دو کشور است. افغانستان دارای سفارت در مادرید است. اسپانیا دارای سفارت در کابل است.

## عملیات نظامی

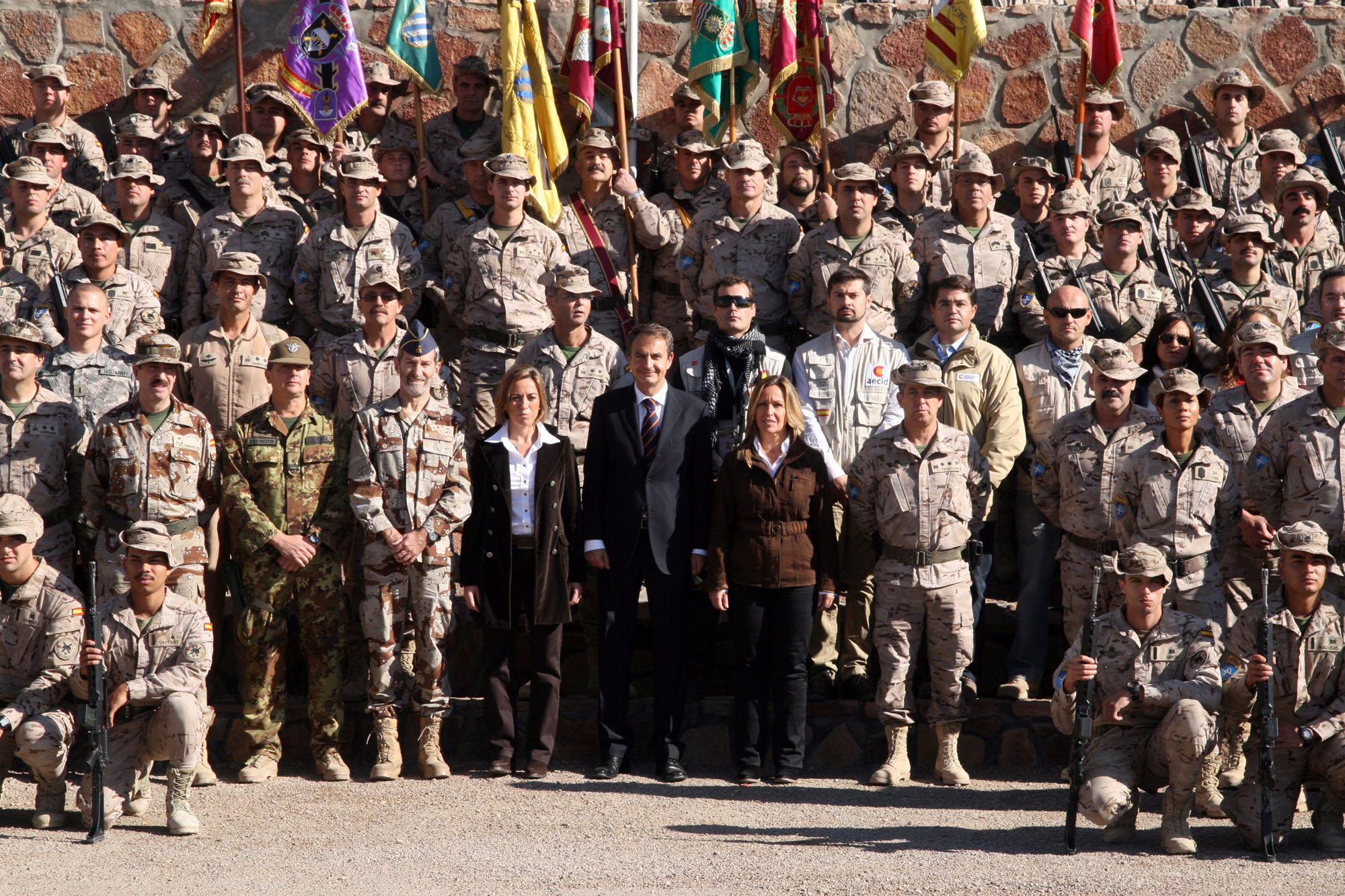
دیدار رئیس دولت اسپانیا رودریگز زاپاترو با سربازان ارتش اسپانیا در سال ۲۰۱۰.

عملیات نظامی اسپانیا در افغانستان با هدف پاکسازی شورش در استان‌های هرات و بادغیس (چندین بار با نیروهای ایتالیایی) در افغانستان توسعه یافته و پس از عقب‌نشینی نیروهای اسپانیایی، استان را آماده می‌کند تا افغان‌ها از آن مراقبت کنند در سال علاوه بر بازسازی استان‌هایی که متولی آن بودند.